# Notte fantasma
Notte fantasma è un film italiano del 2022 diretto da Fulvio Risuleo.

## Trama
Tarek ha in programma una tranquilla serata tra amici, ma prima di andare si reca al parco a comprare del fumo. Un poliziotto, misterioso e dal fare minaccioso, lo avvicina e, anziché portarlo in questura, lo costringe a trascorrere con lui l'intera notte.

## Distribuzione
Il film è stato presentato il 7 settembre 2022 nella sezione Orizzonti Extra della 79ª Mostra internazionale d'arte cinematografica di Venezia ed è stato distribuito nelle sale cinematografiche italiane il 17 novembre 2022 da Vision Distribution.